# Zubovskya weishanensis
Zubovskya weishanensis är en insektsart som beskrevs av Zheng, Yiping, Fengling Zhang och Bingzhong Ren 199. Zubovskya weishanensis ingår i släktet Zubovskya och familjen gräshoppor. Inga underarter finns listade i Catalogue of Life.